# طرخشقون بنفسجي
طرخشقون بنفسجي (باللاتينية: Taraxacum violaceum ) هو نوع نباتي يتبع جنس الطرخشقون من القبيلة الشيكورية.